# Moriz Rosenthal
Moriz Rosenthal, född den 17 december 1862 i Lemberg (nuvarande Ukraina), död den 3 september 1946 i New York, var en österrikisk pianist.
Rosenthal var lärjunge till Karol Mikuli, Rafael Joseffy och Franz Liszt. Han gjorde konsertresor sedan 1876, utsträckta till USA 1888–89, och väckte i synnerhet efter 1890 överallt (i Stockholm 1893) mycket stort uppseende. Han spelade helst verk av Carl Maria von Weber, Frédéric Chopin, Robert Schumann och Franz Liszt. Redan 1876 utnämndes han till rumänsk hovpianist. Rosenthal var bosatt i Wien fram till 1936, då han emigrerade till USA.